# Herbie Faye
Herbie Faye est un acteur américain, né le 2 février 1899, et  mort le 28 juin 1980 à Las Vegas (États-Unis).

## Filmographie
- 1951 : Seven at Eleven (série télévisée)
- 1954 : Top Banana (en) d'Alfred E. Green : Moe
- 1955 : Ange ou Démon (The Shrike) de José Ferrer : Tager
- 1955 : The Phil Silvers Show (série télévisée) : Cpl. Sam Fender
- 1956 : Plus dure sera la chute (The Harder They Fall) de Mark Robson : Max
- 1959 : Keep in Step (TV) : Pvt Sam Fender
- 1959 : Never Steal Anything Small (en) de Charles Lederer : Hymie
- 1961 : Blanche-Neige et les Trois Stooges (Snow White and the Three Stooges) : Head Cook
- 1962 : Requiem for a Heavyweight : Charlie, the Bartender
- 1963 : T'es plus dans la course, papa ! (Come Blow Your Horn)  : Waiter
- 1963 : Le Piment de la vie (The Thrill of It All) : Irving
- 1963 : The New Phil Silvers Show (série télévisée) : Waluska
- 1963 : La Quatrième Dimension (The Twilight Zone) (Série TV) : épisode Une curieuse montre (A Kind of a Stopwatch) de John Rich (saison 5, épisode 4) : Joe Palucci
- 1964 : Jerry souffre-douleur (The Patsy) de Jerry Lewis : Tailor
- 1964 : Jerry chez les cinoques (The Disorderly Orderly) : Mr. Welles, Patient
- 1965 : Les Tontons farceurs (The Family Jewels) : Joe
- 1966 : The Ghost and Mr. Chicken (en) d'Alan Rafkin : Man in Diner
- 1966 : La Grande Combine (The Fortune Cookie) : Maury, the Equipment Man
- 1967 : Millie (Thoroughly Modern Millie) : Taxi driver
- 1967 : Enter Laughing : Mr Schoenbaum
- 1968 : Le Fantôme de Barbe-Noire (Blackbeard's Ghost) : Croupier
- 1968 : Strip-tease chez Minsky (The Night They Raided Minsky's) de William Friedkin : Waiter
- 1969 : Angel in My Pocket (en) d'Alan Rafkin : Mr. Welch
- 1969 : The Love God? (en) de Nat Hiken : Lester Timkin
- 1971 : Qui est Harry Kellerman ? (Who Is Harry Kellerman and Why Is He Saying Those Terrible Things About Me?) : Divorcee
- 1974 : Evel Knievel (TV) : Hymie
- 1974 : The Michele Lee Show (TV) : Mr. Zelensky
- 1975 : Doc (série télévisée) : Ben Goldman
- 1980 : Melvin and Howard de Jonathan Demme : Man Witness